# أليكس ستفسون
أليكس ستفسون (بالإنجليزية: Alex Stepheson) مواليد 7 أغسطس 1987 في لوس أنجلوس، هو لاعب كرة سلة أمريكي. بدأ مسيرته الاحترافية في سنة 2011. يلعب مع فريق ميرالكو بولتز في الرابطة الفلبينية لكرة السلة كلاعب وسط. يبلغ طوله 6 قدم 10 بوصة (2.1 م).

## المسيرة الاحترافية
لعب مع بانيونيس في موسم 2011–2012، ثم لعب مع أوليمبيا في موسم 2013–2014، ثم لعب مع آيوا إنرجي في موسم 2015–2016، ثم لعب مع لوس أنجلوس كليبرز في سنة 2016، ثم لعب مع ميمفيس غريزليس في سنة 2016، ثم لعب مع فوشان دراليونز في الدوري الصيني في موسم 2016–2017، ثم لعب مع ميرالكو بولتز في سنة 2017.

## روابط خارجية
- أليكس ستفسون على موقع إن بي أي (الإنجليزية)
- أليكس ستفسون على موقع دوري كرة السلة الياباني للمحترفين (اليابانية)
- أليكس ستفسون على موقع سبورتس رفرنس (الإنجليزية)
- أليكس ستفسون على موقع كرة السلة الأوروبية.كوم (الإنجليزية)
- أليكس ستفسون على موقع DraftExpress.com (الإنجليزية)
- أليكس ستفسون على موقع كلية كرة السلة في سبورتس رفرنس.كوم (الإنجليزية)
- أليكس ستفسون على موقع ريلجم (الإنجليزية)
- أليكس ستفسون على موقع بروبوليرز (الإنجليزية)
- أليكس ستفسون على موقع سبورتس رفرنس (الإنجليزية)
- أليكس ستفسون على موقع سبورتس رفرنس (الإنجليزية)